# Kadidia Coulibaly
Pour les articles homonymes, voir Coulibaly.
Kadidia Coulibaly, née le 9 mars 2001 à Bamako, est une joueuse malienne de basket-ball.

## Carrière
Après avoir remporté le Championnat d'Afrique féminin de basket-ball des moins de 16 ans en 2017 (en), Kadidia Coulibaly participe à la Coupe du monde féminine de basket-ball des moins de 17 ans en 2018 en Biélorussie.
Elle remporte la médaille d'or du tournoi féminin de basket-ball à trois aux Jeux africains de 2023 à Accra avec Awa Coulibaly, Bintou Dramé et Fatoumata Sanou.

## Palmarès
- Médaille d'or en 3x3 aux Jeux africains de 2023
- Médaille d'or du Championnat d'Afrique féminin de basket-ball des moins de 16 ans en 2017 (en)